# Чугайстер
Чугайстер (також чугайстир, чугайстирь, чугайстрин, чугай, очугайстер, дід, гай, ночник) — фантастичний образ в українській міфології, невідомий іншим слов'янським народам.
Його уявляли як веселого, життєрадісного, оброслого чорною або білою шерстю лісовика із блакитними очима. Він танцює, співає, полює на мавок, які заманюють молодих лісорубів та пастухів у нетрі й гублять їх. Існувало повір'я, що це заклятий чаклунами чоловік, якому «пороблено», тобто наведено пристріт. Іноді чугайстра уявляли у вигляді вітру або вихору. Вважалося, що у нього весела вдача і він любить танцювати і співати. Вважалося, що чугайстер полює на небезпечних для людей жіночих духів (мавок, повітруль) і поїдає їх.
Для людини ж чугайстер не становить небезпеки. Він любить посидіти біля багаття, посмажити на ньому спійману мавку. Іноді чугайстер захоплює людей в шалений танець, який не витримує взуття. Чугайстер посів своє місце і в художніх творах на основі українського фольклору.

## Назва

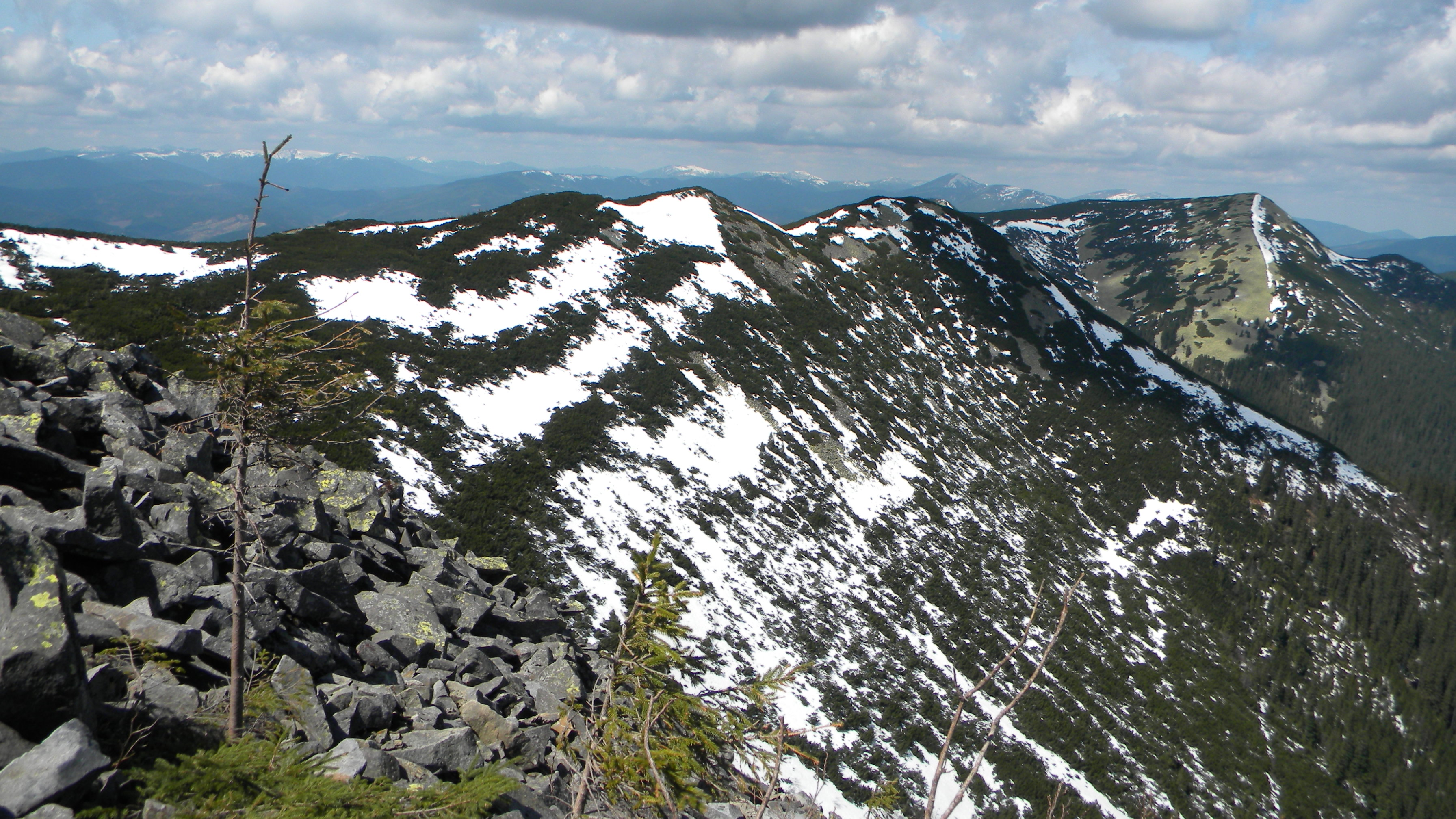
Хребет Довбушанка

Відомий під такими іменами: чугайстер, чугайстир, чугайстирь, чугайстрин, очугайстер, чугай, лісовий чоловік, лісовий дід і просто дід (Бойківщина), ночник (Закарпаття), гай (Рахівщина), дідько. Вживання таких назв як дід, ймовірно, пов'язане з табуюванням на вимовляння імен демонів вголос. Деякі автори дають написання назви персонажа з великої літери, розглядаючи його як індивіда.
Походження слова чугайстер остаточно не з'ясоване. Сучасні дослідники пов'язують перший елемент слова з прасл. *čuga («засада, сторожа»), чуги («сторожові козацькі вежі»), чуга (карпатський національний верхній одяг), чугило («проточина в камені»), чу́га («опудало», «страхопуд» у говірці села Негостина). Походження другої частини (а)йстир при цьому залишається непоясненним, хоча деякі дослідники виводять її від діалектного гайстер («лелека»). Припускають також іншомовне походження слова.

## Поширення міфу і дослідження образу

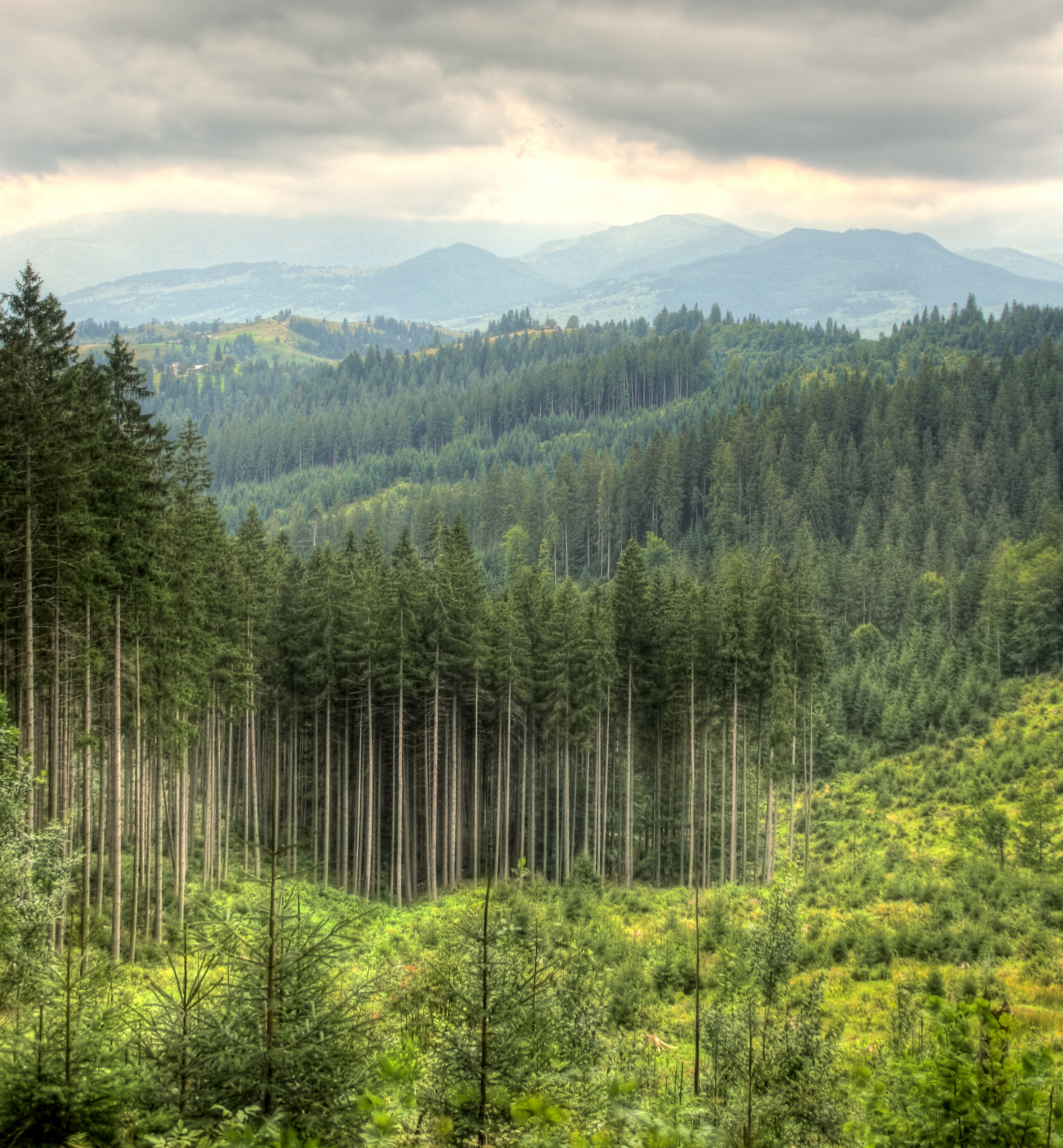
Яблунецький перевал на Івано-Франківщині

Легенди про чугайстра відомі тільки в Українських Карпатах, найбільш поширені вони на Гуцульщині. В історичних пам'ятках слово чугайстер не трапляється. Броніслав Кобилянський припускав, що міфологічний персонаж і його назва виникли безпосередньо в південно-західних діалектах української мови у зв'язку з появою лісових самітників з молдавсько-буковинських монастирів в XVII—XVIII ст..
Записів фольклору й наукових публікацій про чугайстра небагато. На початку XX ст. з'явилися записи Володимира Шухевича в його «Гуцульщині» (Львів, 1899—1908) і Антіна Онищука у праці «Матеріали до гуцульскої демонології» (Львів, 1909) і згадка Володимира Гнатюка у праці «Останки передхристіянського релігійного світогляду наших предків» (Львів, 1912), потім пара дописів Іваном Панкевичем в книжці «Українські говори Підкарпатської Русі і суміжних областей» (Прага, 1938). Ще кілька записів було опубліковано починаючи з другої половини 1980-х років, у тому числі С. Г. Пушиком у статті «Чугайстер: міфічний персонаж народної поезії Карпат» (Київ, 1994). Відомості про чугайстра містяться у словнику «Гуцульська міфологія. Етнолінгвістичний словник» (Львів, 2002) Наталія Хобзей. Популяризував образ Михайло Коцюбинський у «Тінях забутих предків», де чугайстер виведений добрим і веселим жителем карпатських лісів, захисником людей від мавок. На думку Степана Пушика, первісні уявлення про цього міфічного персонажа зазнали викривлення переказувачами, зокрема, у дитячій літературі.

## Зовнішність
Згідно з легендою, чугайстер був колись звичайною людиною. Він чимось сильно нашкодив своєму сусідові і той прокляв його, щоб він жив в лісі до кінця віку і не був здатен померти. Під силою прокляття чугайстер покинув рідний дім і побрів геть. З тих пір він блукає на самоті лісами та дикими вершинами гір, і ніхто не може йому нашкодити — ні людина, ні звір. За багато років одяг його зносився, і чугайстер ходить голим. Він має довге волосся і білу бороду, заросле білою або чорною шерстю тіло, відтак людину в ньому впізнати важко. Зазвичай чугайстер представлявся велетнем: здоровий, зростом з ялину — від двох до семи метрів заввишки. Є вказівки, що у нього сині очі або очі як у жаби, що він беззубий і шепелявий, що у нього кігті на ногах або навіть копита. Іноді чугайстра описували вбраним у білий одяг. Є легенди, згідно з якими є тільки один лісовий чоловік, або що чугайстрами стали сім братів, або що існує всього три або чотири чугайстра.
Його могли представляти і як невеликого духа, який ширяє у вигляді сильного вітру або вихору і валить ліс. Вітер, дощ, грім, град і ненормальний рух місяця на небі могли служити ознаками присутності чугайстра. Щоб зробити град, лісовий чоловік заморожує озеро, потім перетирає лід на шматки і піднімає їх вгору, несучи куди йому завгодно.

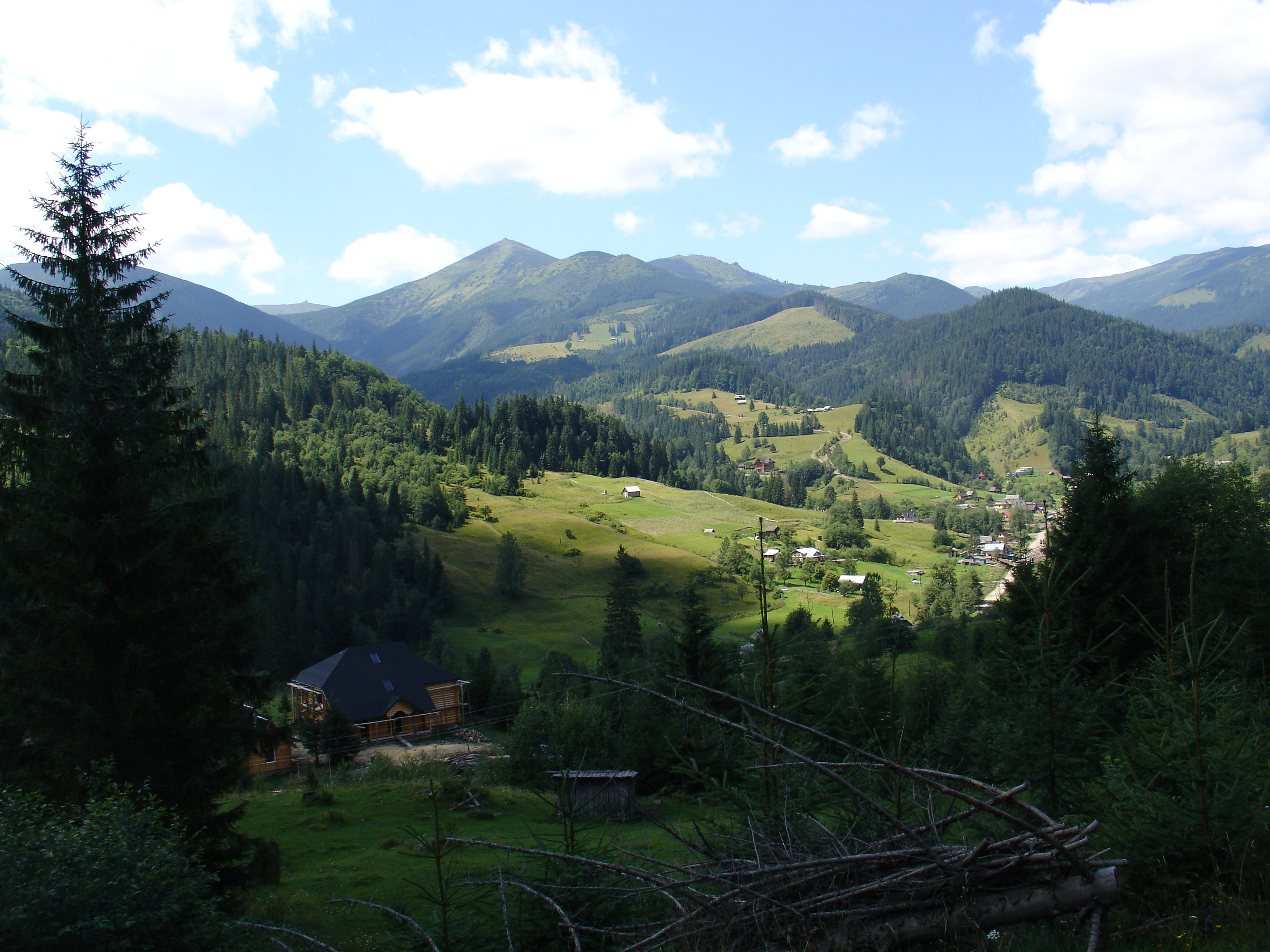
Село Дземброня біля однойменної гори

Вважалося, що лісова людина завжди живе в лісі, а на полі і в селах він не показується, тому як там йому повітря «не солодке». Активний він переважно вночі. За деякими повір'ями, лісовий дід має своє господарство. Однак, згадки про його сім'ю не зафіксовані. Лісові звірі перебувають у нього на службі, наприклад, лисиця і вовк ходять йому по воду. Часто вважалося, що у чугайстра весела вдача, він любить танцювати, співати та грати на сопілці. Розповідали також, що він швидко бігає на одній нозі або що він може відірвати свою ногу і рубати нею дрова. Спить він, згорнувшись клубком, або в глухій гущавині, або в сухому листі і гілках, або поблизу залишеного людьми багаття. В останньому випадку він може представлятися у вигляді змієподібної істоти, згорнутої навколо багаття колесом.
За народними уявленнями, чугайстер полює на лісових русалкоподібних жіночих духів (лісових дів): нявок, лісниць, повітруль, лісових відьом, лісних, красних, бісиць. Знаючи стежки, якими вони ходять, він ховається в листі і чекає, коли з'явиться його жертва. Коли вона проходить повз, він вискакує, схоплює її і розриває навпіл (наступивши на одну ногу і потягнувши за іншу), а потім їсть. За деякими гуцульським уявленнями, коли лісова людина переслідує своїх жертв, його супроводжує сильний вітер. Чугайстер сердиться, якщо його жертва намагається втекти і сховатися, його гучний голос розкочується завиванням бурі у верховітті дерев. Намагаючись сховатися, нявки можуть забігати в колиби, і навіть просять у людей заховати їх від переслідувача, але чугайстер наздоганяє їх і там. Щоб підібратися до повітруль, лісовий чоловік міг перетворитися на вовка, бо ті не бояться вовків. Іноді в лісі можна почути, як плаче вбиваєма повітруля. За одним поясненням, лісова людина полює на повітруль, бо ті глумляться над ним, зображаючи його крик, — від цього відбувається лісове відлуння. Полюванням на лісових дів чугайстер запобігає кривді, яку вони можуть завдати людям, особливо чоловікам, що працюють у лісі. Існувало повір'я, що якби не Чугайстер, то «червоних» б розвелося стільки, що вони знищили б людей. Функцію ловів і розривання лісових відьом у Карпатах приписували також упирю і диким людям.

## Звички
Чугайстер допомагає людям в лісі і в горах. За народними повір'ями до людей чугайстер ставиться приязно, розмовляє з ними, гріється біля вогню. Зустрівши в лісі живу душу, Чугайстер не чинить їй лиха, тільки чемно запрошує до танцю, граючи на сопілці. Багато рис Чугайстра поєднують його з вітром. Він може й сам являтися в подобі вітру або вихору. Як вітер, Чугайстер може залазити в димар і співати. Танцює він, як вихор, — прудко. Танець Чугайстра згубний для звичайної людини, він такий швидкий, що взуття не витримує. Проте доброго танцюриста Чугайстер може ще й нагородити. Під час танцю Чугайстер шепеляво приспівує: «Людже люджем играют-сьпівают, а ми собі такой так, такой так!» (Запис С.Пушика). Саме оця шепелявість і змушує думати, що Чугайстер належить до потойбічних істот. Надзвичайно старі, не завжди із зубами, вони можуть не вимовляти всіх звуків. З іншого боку — прихильність Чугайстра до людей, його охоронна функція (нищення мавок) свідчить, що він може бути предком, який оберігає лісорубів і літувальників на полонині. В жертву Чугайстру приносять кулешу й бануш, знаючи про його беззубість. Часто твердять, що Чугайстер «на одній нозі». Він, як і Баба-Яга, може відірвати свою ногу — й рубати нею дрова. У лісі Чугайстра не слід свистіти й кричати, щоб не прикликати Лісового Чоловіка. Все це — ознаки представників «нижнього світу»: одноногість або кульгавість, а також прикликання свистом — їхні ознаки.

## Чугайстер і людина
Зазвичай вказується, що чугайстер не є небезпечним для людей і навіть ставиться до них з симпатією, вітається при зустрічі і закликає не боятися його. Він любить погрітися, поговорити і покурити у людського багаття в лісі, посмажити на ньому спійманих і насаджених на палицю як на шампур нявок. Взимку ж чугайстер, щоб зігрітися, міг залазити в димар в колибі і співати там вітром. В одній бувальщині, вівчар прокинувся і помітив чугайстра у вогнища в колибі. Будучи людиною «знающую», вдарив перед ним по підлозі сокирою обухом вниз, отримавши таким чином владу над ним, і наказав сісти на лезо, а потім схопив мізинцями і не відпускав, поки чугайстер не попередить про завтрашній напад ведмедів і вовків на стадо. В іншій історії чугайстер захоплює лісоруба в шалений танець, приспівуючи при цьому: «Люджа Люджа грають-сьпівают, а ми Собі такий так, такий так!»; Натанцювавшись досхочу, він відпустив перелякану людину, яка встигла зносити в танці пару нових постолів; але людина могла і не витримати швидкий темп танцю чугайстра і померти або відлетіти геть, наприклад, у річку.
У селі Бистрець Івано-Франківської області вважали, що чугайстер пасе своїх і людських кіз на полонині Ґаджина. Там же вважали, що чугайстер протегує майстрам. Карпатські лісоруби залишали в жертву Чугайстру, знаючи про його високий зріст і беззубість, на сволоці суп куліш і кашу бануш. Їхнє зникнення розглядалося як доказ приходу чугайстра і знищення їм злих духів в колибі. Вівчарі зверталися до лісової людині, попередньо помолившись Богу, щоб він не бив худобу градом, скотарки для цього ставили йому на перехресті сіль з шматком хліба в ганчірці.
Є казка, в якій чугайстер провчив пана, який обманув слугу, напустивши на нього ведмедя, так що пан коли тікав розгубив весь одяг. В одній легенді до діда-Чугайстра прийшла жінка, яка не могла завагітніти, і він допоміг їй, подарувавши двох дочок, але вони не могли одна без одної — одна не мала рук, а інша — очей, і вони символізували розумову і фізичну роботу. Чугайстер міг допомогти заблукалій людині вийти з лісу.
Гуцули вважали, що якщо лісова людина побачить вночі вогонь в колибі, то прямує до неї і кличе: «Гой, гой, гой!». Але відповідати йому, як і всім духам, не можна, бо відповідь з'єднує людський світ зі світом духів; відповілу лісова людина може «путнути» (тобто наслати на нього хворобу) або задушити. Лісова людина сама зайде в колибу і перевірить в порядку чи палиці, якими поправляють вогонь і мішають куліш, чи достатньо води у відрах. Якщо йому все сподобається, то він сяде на пень перед вогнем, кажучи «Ой, тут зігріюсь …», і буде ставити різні питання сплячим людям, наприклад, «Гей, ти спиш?», На них знову ж таки не потрібно відповідати. Якщо ж йому щось не сподобається, то він може почати лякати стадо, бити градом. При відсутності в будинку запасу води чугайстер міг забрати з собою дитину (С. Г. Пушик припускає, що з метою захистити того від можливої пожежі).
За іншими уявленнями, чугайстер не любить і навіть зневажає сільських жителів, за винятком тих, хто багато часу проводить в лісах і «знає лісові звичаї». В життя інших людей він зазвичай не втручається, але якщо хтось зашкодить йому, то може жорстоко помститися. Згідно низки історій, чугайстер міг становити небезпеку для людини. Вважалося, що не можна кричати і свистіти в лісі, бо можна викликати чугайстра. Сам же він любить кричати в лісі «гомутом» (шумом), особливо по ночах і в полудень, але відповідати йому не можна, а то може «путнути». Лісова людина могла «заманити» перехожого і змусити блукати лісом; проти цього нібито допомагало вивертання на собі одягу. В одній історії чугайстер покарав жінку, котра лаяла його у себе вдома. Він відшмагав її лахміттям до сильного страху, який довелося знімати у знахаря. Розповідали, що один чоловік намагався застрелити Чугая, але той просто зник.

Етнограф Федір Потушняк записав історію про те, як можна побачити лісову людину.
Для цього два сміливці повинні між собою домовитися й купити новий мішок. Потім опівночі разом повинні залізти у цей мішок так, щоб тулуби опинилися в мішку, а голови дивилися в різні боки. Зробити це слід було на роздоріжжі, де сходилися між собою дві полонини… Лісова людина, як правило, щоночі обходить всі 77 полонин межами й прийде також і на це місце. Вона буде гнати їх звідти, погрожуючи їм усіма можливими способами, бо вони лежать їй на дорозі, а нечисті йдуть тільки прямо, — але ті повинні лежати й не рухатися. Нарешті лісова людина скаже: «Цілу Свидову я сходив, всі 77 полонин, але такого чуда не зустрічав: дві голови — один труп» Скаже — й піде геть. Так можна дізнатися, скільки є полонин у Свидовому й одночасно побачити лісову людину.

Проти Чугайстра, як і проти всіляких потойбічних «прибульців», використовували сокиру — як оберіг. Маючи її, цього міфічного велетня можна втримати двома мізинними пальцями й випитати про майбутнє. Цитата з записів А. Онищука:
«Чугайстер зайшов до полонинської колиби, поправляв ватру. Вівчар каже: „А що ти тут робиш?“ — „Хочу зігрітися“. А вівчар схопив сокиру та й перед ним поклав вістрям угору. „Сідай“, — сказав. Той сів. Став Чугайстрин проситися, аби його відпустили. „Не пущу!“ — зловив його двома мізинчиками вівчар і тримав. „Пустіть, то скажу, що завтра тут буде“. І Чугайстрин попередив, аби не спали пастухи завтра, бо прийдуть на полонину вовки й ведмеді та й усю худобу понесуть. І дійсно, другого дня прийшли вовки та ведмеді — всі по парі, та вівчарі їх відігнали від отари»
Чугайстер має могутній зріст, а тому може скрутитись у велетенське колесо довкола ватри і грітися. Цим він подібний до змія, потойбічна природа якого безперечна. С.Пушик вважає, що Чугайстер — праобраз бога Волоса, який поєднує Лісового Чоловіка з ведмедем (через його волохатість) та гайстром-лелекою.
Як лісоруби варили їжу, то обов'язково залишали трохи й Чугайстрові на сволоці. Вірили, що Чугайстер зуміє звідти здійняти, бо має могутню статуру. Коли ж увечері, повернувшись до колиби, їжі не заставали, то раділи, бо можна було спокійно спати: приходив Чугайстер, отже, в тому місці мавок уже не було. Захисник пастухів і лісорубів, Чугайстер міг попередити про напад ведмедя. Вірили, що Лісовому Чоловікові підвладні всі звірі. Був він і звіриним пастухом, що пас «лісову худобу» в чоловічі дні тижня: понеділок, вівторок і четвер. Вважали, що саме в ці дні можна успішно полювати, бо пастух, на відміну від пастушки — Лісової Діви, — дозволяв мати здобич. Пас Чугайстер на полонині й кози біднякам — разом зі своїми. Влада над тваринами в Лісового Чоловіка була така велика, що вони виконували для нього найдрібніші справи: навіть по воду Чугайстер посилав лиса або вовка.
Особливо турбувався Чугайстер про воду. Вночі він приходив до хати й перевіряв, чи є вона в запасі. Коли ж не було, — щоб покарати ґазду, забирав із собою дитину. Такі дії Чугайстра вказують на його спорідненість із лісовиком, який викрадав недоглянутих немовлят, щоб виховати з них подібних до себе.
Кажуть, що Чугайстер навчав майстрів, коли якому робота не вдавалася. «Чугайстер усякий дар людям дав!», — твердили гуцули. Про Чугайстра також знали як про захисника бідних. В одній із легенд він зустрічає бідного слугу, ображеного паном, пропонує йому свою допомогу, а згодом провчає пана:

«І напустив Чугайстрин на пана ведмедя, що той постоли в потоці лишив, сердак на суці завис…» (запис С.Пушика).

В іншій оповідці Чугайстер — справжній добродійник: він не тільки рятує хлопця від повітрулі, а й виводить його із лісових нетрів:

«Пішов хлопець по гриби і єго ніч застала. Ну і він рішив розложити ватру і до ранку переночувати. Тут дето коло дванадцятої години появився вітер, і перед його очима прокотився клубок. Подивився назад і побачив іззаду себе діда. Дід спитав у нього щось незрозуміле і побіг далі за тим клубком. Через кілька хвилин вертається дід. Хлопець замітив, що то була повітруля у діда в руках. І дід її надів на рожен, над ватрою спік, з'їв і попросив тютюну. Хлопець єму дав закурити. Дід єго почав розпитувати, що і як він попав у той ліс. Говорить: „Тобі ще пощастило, що я тебе побачив, а то б ти до ранку не дожив. Була б тебе повітруля заманила в ліси. А тепер збирайся, я тебе виведу на дорогу“. Ну він за тим дідом пішов і очутився недалеко від своєї хати» (запис С.Пушика).

Таким добродійництвом образ Чугайстра нагадує домовика, який оберігає мешканців оселі, — справжнього духа-покровителя.

## Споріднені персонажі
Уявлення про Чугайстра, мабуть, беруть коріння в анімістічних і антропоморфічних поглядах на явища природи. Деякими рисами чугайстер має схожість із східнослов'янським лісовиком і слов'янськими і західними дикими людьми. С. Г. Пушик проводить також паралелі між образом чугайстра і образами снігової людини, Баби Яги, лелеки, ведмедя, ряду язичницьких богів (перш за все Велеса) і християнських святих. Порівнянням з богами і святими дослідник намагається довести божественний статус даного міфологічного персонажа. О. І. Шалак передбачає зв'язок чугайстра з образами предка-покровителя і домовика.
Слово чугайстер може використовуватися також як лайка або порівняння по відношенню до неслухняних і непосидючих дітей і «волохатих» людей.
Головний споріднений і схожий персонаж Чугайстра, це лісовик який був за ознаками дуже схожий, але Чугайстер у більшості випадків чинив гарні вчинки й любив допомагати, а лісовик не був зовсім позитивним персонажем (істотою).

## Чугайстер в літературі та мистецтві
- «Кий і морозна орда», Нік Лисицький, 2024
- «Танок Чугайстра», Сашко Дерманський, «Теза» [Архівовано 22 жовтня 2018 у Wayback Machine.]
- Віталій Бартєнєв «Чугайстр. Арт» [Архівовано 27 листопада 2021 у Wayback Machine.]
- «Тіні забутих предків» (Коцюбинський М. М.)
- «Відьмин вік» (М. і С. Дяченки)
- «Пісня Чугайстра» («Тінь Сонця»)
- «Казка про Чугайстра» [Архівовано 24 лютого 2015 у Wayback Machine.] (Воронько Платон)
- «Чугайстрин та його родина», Стрєльнікова Катерина [Архівовано 9 квітня 2017 у Wayback Machine.]